# 캐슬린 로버트슨
캐슬린 로버트슨(Kathleen Robertson, 1973년 7월 8일 ~ )은 캐나다의 배우이다.

## 출연 작품
- 바티칸 사제들 (2015)
- 코드네임 제로니모 (2012)
- Losing Control (2011)
- 죽은 호랑이를 위한 밤 (2010)
- 낫 신스 유 (2009)
- 테러리스트 넥스트 도어 (2008)
- 라스트 엑시트 (2006)
- 할리우드랜드 (2006)
- Until the Night (2004)
- 콘트롤 (2004)
- 아이 러브 유어 워크 (2003)
- 토르소 (2002)
- XX/YY (2002)
- 스피킹 오브 섹스 (2001)
- 아이 엠 샘 (2001)
- 무서운 영화 2 (2001)
- 싸이코 비치 파티 (2000)
- 뷰티풀 (2000)
- 키싱 투나잇 (1999)
- 아이 워크 업 어리 더 데이 아이 다이드 (1998)
- 도그 파크 (1998)
- 어디에도 없는 영화 (1997)
- FBI 기동 타격대 7 (1994)
- 심야의 추적 (1993, Survive the Night)
- 악의 꽃 (1992)
- 라이어스 에지 (1992)

### 텔레비전
- 슈퍼소년 앤드류 (1988)
- 베벌리힐스 아이들 (1994-97)
- 로앤오더: 뉴욕 특수수사대 (2005)
- 고스트 & 크라임 (2006)
- Tin Man (2007)
- 플래시포인트 (2009)
- CSI: 마이애미 (2010)
- 루키 블루 (2011)
- Boss (2011-12)
- 베이츠 모텔 (2014)
- 머더 인 더 퍼스트 (2014-16)
- 더 익스팬스 (2021-22)